# Lista de filmes originais do Amazon Prime Video
Amazon Prime Video é um serviço de vídeo sob demanda por assinatura OTT, de propriedade e operado pela Amazon, que distribui uma série de programas originais que incluem séries originais, especiais, minisséries, documentários e filmes.

## Filmes originais

### Filmes
| Título original                   | Título no Brasil | Título em Portugal | Gênero                       | Data de lançamento      | Idioma       |
| --------------------------------- | ---------------- | ------------------ | ---------------------------- | ----------------------- | ------------ |
| Pass Over                         |                  |                    | Drama                        | 20 de abril de 2018     | Inglês       |
| Guava Island                      |                  |                    | Drama                        | 13 de abril de 2019     | Inglês       |
| The Aeronauts                     |                  |                    | Drama                        | 20 de dezembro de 2019  | Inglês       |
| Troop Zero                        |                  |                    | Drama                        | 17 de janeiro de 2020   | Inglês       |
| Blow the Man Down                 |                  |                    | Drama                        | 20 de março de 2020     | Inglês       |
| Selah and the Spades              |                  |                    | Drama                        | 17 de abril de 2020     | Inglês       |
| The Vast of Night                 |                  |                    | Ficção científica            | 29 de maio de 2020      | Inglês       |
| Ponmagal Vandhal                  |                  |                    | Drama jurídico               | 29 de maio de 2020      | Tâmil        |
| Gulabo Sitabo                     |                  |                    | Comédia dramática            | 12 de junho de 2020     | Hindi        |
| 7500                              |                  |                    | Drama                        | 18 de junho de 2020     | Inglês       |
| Penguin                           |                  |                    | Mistério/suspense            | 19 de junho de 2020     | Tâmil        |
| Fourth River                      |                  |                    | Drama                        | 28 de junho de 2020     | Malaiala     |
| Sufiyum Sujatayum                 |                  |                    | Musical/Drama                | 3 de julho de 2020      | Malaiala     |
| Law                               |                  |                    | Drama jurídico               | 17 de julho de 2020     | Canaresa     |
| Radioactive                       |                  |                    | Drama                        | 24 de julho de 2020     | Inglês       |
| French Biriyani                   |                  |                    | Comédia dramática            | 24 de julho de 2020     | Canaresa     |
| Shakuntala Devi                   |                  |                    | Cinebiográfico               | 31 de julho de 2020     | Hindi        |
| Chemical Hearts                   |                  |                    | Drama romântico              | 21 de agosto de 2020    | Inglês       |
| Get Duked!                        |                  |                    | Comédia                      | 28 de agosto de 2020    | Inglês       |
| C U Soon                          |                  |                    | Mistério/suspense            | 1 de setembro de 2020   | Malaiala     |
| V                                 |                  |                    | ação/suspense                | 5 de setembro de 2020   | Telugo       |
| Nishabdham / Silence              |                  |                    | Mistério/suspense            | 2 de outubro de 2020    | Telugo/tâmil |
| Black Box                         |                  |                    | Horror                       | 6 de outubro de 2020    | Inglês       |
| The Lie                           |                  |                    | Horror                       | 6 de outubro de 2020    | Inglês       |
| Nocturne                          |                  |                    | Horror                       | 13 de outubro de 2020   | Inglês       |
| Evil Eye                          |                  |                    | Horror                       | 13 de outubro de 2020   | Inglês       |
| Halal Love Story                  |                  |                    | Comédia dramática            | 15 de outubro de 2020   | Malaiala     |
| Putham Pudhu Kaalai               |                  |                    | Drama                        | 16 de outubro de 2020   | Tâmil        |
| Borat Subsequent Moviefilm        |                  |                    | Comédia                      | 23 de outubro de 2020   | Inglês       |
| Bheemasena Nalamaharaja           |                  |                    | Drama/Romance                | 29 de outubro de 2020   | Canaresa     |
| Gatham                            |                  |                    | Suspense                     | 6 de novembro de 2020   | Telugo       |
| Soorarai Pottru                   |                  |                    | Drama                        | 12 de novembro de 2020  | Tâmil        |
| Chhalaang                         |                  |                    | Comédia dramática            | 13 de novembro de 2020  | Hindi        |
| Mane Number 13                    |                  |                    | Horror                       | 19 de novembro de 2020  | Canaresa     |
| Middle Class Melodies             |                  |                    | Romance                      | 20 de novembro de 2020  | Telugo       |
| Uncle Frank                       |                  |                    | Drama                        | 25 de novembro de 2020  | Inglês       |
| Bombhaat                          |                  |                    | Ficção científica            | 3 de dezembro de 2020   | Telugo       |
| IIT Krishnamurthy                 |                  |                    | Mistério/suspense            | 10 de dezembro de 2020  | Telugo       |
| Durgamati                         |                  |                    | Horror/suspense              | 11 de dezembro de 2020  | Hindi        |
| Guvva Gorinka                     |                  |                    | Romance/Drama                | 17 de dezembro de 2020  | Telugo       |
| Unpaused                          |                  |                    | Antologia                    | 18 de dezembro de 2020  | Hindi        |
| Sylvie's Love                     |                  |                    | Drama romântico              | 23 de dezembro de 2020  | Inglês       |
| Coolie No. 1                      |                  |                    | Comédia dramática            | 25 de dezembro de 2020  | Hindi        |
| Maara                             |                  |                    | Romance/Drama                | 8 de janeiro de 2021    | Tâmil        |
| Bliss                             |                  |                    | Drama                        | 5 de fevereiro de 2021  | Inglês       |
| The Map of Tiny Perfect Things    |                  |                    | Comédia romântica            | 12 fevereiro de 2021    | Inglês       |
| Drishyam 2                        |                  |                    | Suspense                     | 19 de fevereiro de 2021 | Malaiala     |
| Coming 2 America                  |                  |                    | Comédia                      | 4 de março de 2021      | Inglês       |
| Joji                              |                  |                    | Drama                        | 7 de abril de 2021      | Malaiala     |
| Hello Charlie                     |                  |                    | Comédia                      | 9 de abril de 2021      | Hindi        |
| Well Done Baby                    |                  |                    | Drama familiar               | 9 de abril de 2021      | Marathi      |
| Without Remorse                   |                  |                    | Suspense de ação             | 30 de abril de 2021     | Inglês       |
| De Oost                           |                  |                    | Guerra                       | 13 de maio de 2021      | Dutch        |
| Ek Mini Katha                     |                  |                    | Comédia                      | 27 de maio de 2021      | Telugo       |
| Pachchis                          |                  |                    | Suspense                     | 12 de junho de 2021     | Telugo       |
| Sherni                            |                  |                    | Suspense                     | 18 de junho de 2021     | Hindi        |
| Cold Case                         |                  |                    | Suspense                     | 30 de junho de 2021     | Malaiala     |
| The Tomorrow War                  |                  |                    | Ficção científica/ação       | 2 de julho de 2021      | Inglês       |
| Sara's                            |                  |                    | Romance/Drama                | 5 de julho de 2021      | Malaiala     |
| Malik                             |                  |                    | Político e drama policial    | 15 de julho de 2021     | Malaiala     |
| Toofaan                           |                  |                    | Esportivo e drama            | 16 de julho de 2021     | Hindi        |
| Narappa                           |                  |                    | Drama de ação                | 20 de julho de 2021     | Telugo       |
| Ikkat                             |                  |                    | Comédia                      | 21 de julho de 2021     | Canaresa     |
| Sarpatta Parambarai               |                  |                    | Esportivo e Drama            | 22 de julho de 2021     | Tâmil        |
| Jolt                              |                  |                    | Comédia de ação              | 23 de julho de 2021     | Inglês       |
| Kuruthi                           |                  |                    | Suspense de ação             | 11 de agosto de 2021    | Malaiala     |
| Shershaah                         |                  |                    | Cinebiográfico               | 12 de agosto de 2021    | Hindi        |
| Cinderella                        |                  |                    | Musical                      | 3 de setembro de 2021   | Inglês       |
| The Voyeurs                       |                  |                    | Suspense                     | 10 de setembro de 2021  | Inglês       |
| Tuck Jagadish                     |                  |                    | Drama de ação                | 10 de setembro de 2021  | Telugo       |
| Everybody's Talking About Jamie   |                  |                    | Musical/Comédia dramática    | 17 de setembro de 2021  | Inglês       |
| The Mad Women's Ball              |                  |                    | Época, mistério e suspense   | 17 de setembro de 2021  | French       |
| Sunny                             |                  |                    | Drama musical                | 23 de setembro de 2021  | Malaiala     |
| Birds of Paradise                 |                  |                    | Drama                        | 24 de setembro de 2021  | Inglês       |
| Raame Aandalum Raavane Aandalum   |                  |                    | Drama                        | 24 de setembro 2021     | Tâmil        |
| Bingo Hell                        |                  |                    | Horror                       | 1 de outubro de 2021    | Inglês       |
| Black as Night                    |                  |                    | Horror                       | 1 de outubro de 2021    | Inglês       |
| Bhramam                           |                  |                    | Suspense policial            | 7 de outubro de 2021    | Malaiala     |
| Madres                            |                  |                    | Horror                       | 8 de outubro de 2021    | Inglês       |
| The Manor                         |                  |                    | Horror                       | 8 de outubro de 2021    | Inglês       |
| Udanpirappe                       |                  |                    | Drama familiar               | 14 de outubro de 2021   | Tâmil        |
| Sardar Udham                      |                  |                    | Cinebiográfico               | 16 de outubro de 2021   | Hindi        |
| Rathnan Prapancha                 |                  |                    | Comédia dramática            | 22 de outubro de 2021   | Canaresa     |
| Anni da cane                      |                  |                    | Comédia                      | 22 de outubro de 2021   | Italiano     |
| Dybbuk                            |                  |                    | Terror sobrenatural          | 29 de outubro de 2021   | Hindi        |
| Jai Bhim                          |                  |                    | Drama jurídico               | 2 de novembro de 2021   | Tâmil        |
| Jivan Sandhya                     |                  |                    | Drama romântico              | 9 de novembro de 2021   | Marathi      |
| Flashback                         |                  |                    | Comédia de ficção científica | 11 de novembro de 2021  | French       |
| Dhummas                           |                  |                    | Drama de suspense            | 23 de novembro de 2021  | Gujarati     |
| Drushyam 2                        |                  |                    | Drama de suspense            | 25 de novembro de 2021  | Telugo       |
| Chhorii                           |                  |                    | Horror                       | 26 de novembro de 2021  | Hindi        |
| Bali                              |                  |                    | Horror                       | 9 de dezembro de 2021   | Marathi      |
| Mudhal Nee Mudivum Nee            |                  |                    | Filme sobre a maioridade     | janeiro 21, 2022        | Tâmil        |
| Mahaan                            |                  |                    | Drama de ação                | 10 de fevereiro de 2022 | Tâmil        |
| Gehraiyaan                        |                  |                    | Drama romântico              | 11 de fevereiro de 2022 | Hindi        |
| Homestay                          |                  |                    | Drama romântico/Fantasia     | 11 de fevereiro de 2022 | Japanese     |
| I Want You Back                   |                  |                    | Comédia romântica            | 11 de fevereiro de 2022 | Inglês       |
| Master                            |                  |                    | Horror                       | 18 de março de 2022     | Inglês       |
| Jalsa                             |                  |                    | Drama                        | 28 de março de 2022     | Hindi        |
| Sharmaji Namkeen                  |                  |                    | Comédia dramática            | 31 de março de 2022     | Hindi        |
| Oh My Dog                         |                  |                    | Comédia dramática            | 21 de abril de 2022     | Tâmil        |
| Saani Kaayidham                   |                  |                    | Drama policial               | 6 de maio de 2022       | Tâmil        |
| Emergency                         |                  |                    | Comédia dramática/suspense   | 20 de maio de 2022      | Inglês       |
| Don't Make Me Go                  |                  |                    | Comédia dramática            | 15 de julho de 2022     | Inglês       |
| Anything's Possible               |                  |                    | Maioridade/Comédia romântica | 22 de julho de 2022     | Inglês       |
| Samaritan                         |                  |                    | Superhero Drama              | 26 de agosto de 2022    | Inglês       |
| Goodnight Mommy                   |                  |                    | Horror                       | 16 de setembro de 2022  | Inglês       |
| My Best Friend's Exorcism         |                  |                    | Comédia de terror            | 30 de setembro de 2022  | Inglês       |
| Maja Ma                           |                  |                    | Drama                        | 6 de outubro de 2022    | Hindi        |
| Ammu                              |                  |                    | Drama de suspense            | 19 de outubro de 2022   | Telugo       |
| Argentina, 1985                   |                  |                    | Drama histórico              | 21 de outubro de 2022   | Espanhol     |
| Run Sweetheart Run                |                  |                    | Horror                       | 28 de outubro de 2022   | Inglês       |
| My Policeman                      |                  |                    | Drama romântico              | 4 de novembro de 2022   | Inglês       |
| Overdose                          |                  |                    | ação/suspense                | 4 de novembro de 2022   | French       |
| La Caída                          |                  |                    | Drama                        | 11 de novembro de 2022  | Espanhol     |
| The People We Hate at the Wedding |                  |                    | Comédia                      | 18 de novembro de 2022  | Inglês       |
| Tomorrow Is Today                 |                  |                    | Comédia e aventura           | 2 de dezembro de 2022   | Espanhol     |
| Hawa                              |                  |                    | Drama                        | 9 de dezembro de 2022   | French       |
| Something from Tiffany's          |                  |                    | Comédia romântica            | 9 de dezembro de 2022   | Inglês       |
| Nanny                             |                  |                    | Horror/suspense              | 16 de dezembro de 2022  | Inglês       |
| Desconectados                     |                  |                    | Comédia                      | 17 de dezembro de 2022  | Espanhol     |
| Shotgun Wedding                   |                  |                    | Comédia romântica e ação     | 27 de janeiro de 2023   | Inglês       |
| Ten Little Mistresses             |                  |                    | Mistério e comédia           | 15 de fevereiro de 2023 | Filipino     |
| Walang KaParis                    |                  |                    | Drama romântico              | 23 de março de 2023     | Filipino     |
| Air                               |                  |                    | Drama                        | abril 5, 2023           | Inglês       |
| On a Wing and a Prayer            |                  |                    | Cinebiográfico               | 7 de abril de 2023      | Inglês       |
| Gangs of Lagos                    |                  |                    | Filme policial               | 7 de abril de 2023      | Inglês       |

### Documentários
| Título original                                    | Título no Brasil | Título em Portugal | Data de lançamento      | Idioma   |
| -------------------------------------------------- | ---------------- | ------------------ | ----------------------- | -------- |
| Coldplay: A Head Full of Dreams                    |                  |                    | 12 de outubro de 2018   | Inglês   |
| Jonas Brothers: Chasing Happiness                  |                  |                    | 4 de junho de 2019      | Inglês   |
| Andy Murray: Resurfacing                           |                  |                    | 29 de novembro de 2019  | Inglês   |
| Alejandro Sanz: #Lagira de #eldisco                |                  |                    | 5 de dezembro de 2019   | Espanhol |
| Happiness Continues: A Jonas Brothers Concert Film |                  |                    | 24 de abril de 2020     | Inglês   |
| Amaia: Una vuelta al sol                           |                  |                    | 1 de maio de 2020       | Espanhol |
| Ferro                                              |                  |                    | 6 de novembro de 2020   | Italiano |
| Bastille: ReOrchestrated                           |                  |                    | 10 de fevereiro de 2021 | Inglês   |
| The Boy from Medellín                              |                  |                    | 7 de maio de 2021       | Espanhol |
| Pink: All I Know So Far                            |                  |                    | 21 de maio de 2021      | Inglês   |
| Mary J. Blige's My Life                            |                  |                    | 25 de junho de 2021     | Inglês   |
| Justin Bieber: Our World                           |                  |                    | 8 de outubro de 2021    | Inglês   |
| A Man Named Scott                                  |                  |                    | 5 de novembro de 2021   | Inglês   |
| Burning                                            |                  |                    | 25 de novembro de 2021  | Inglês   |
| Lucy and Desi                                      |                  |                    | 4 de março de 2022      | Inglês   |
| Kick Like Tayla                                    |                  |                    | 16 de junho de 2022     | Inglês   |
| Warriors on the Field                              |                  |                    | 7 de julho de 2022      | Inglês   |
| Beast Mode On                                      |                  |                    | 26 de outubro de 2022   | Inglês   |
| Good Night Oppy                                    |                  |                    | 23 de novembro de 2022  | Inglês   |
| Wildcat                                            |                  |                    | 30 de dezembro de 2022  | Inglês   |
| KSI: In Real Life                                  |                  |                    | 26 de janeiro de 2023   | Inglês   |
| Reggie                                             |                  |                    | 24 de março de 2023     | Inglês   |
| Aguardando lançamento                              |                  |                    |                         |          |
| Judy Blume Forever                                 |                  |                    | 21 de abril de 2023     | Inglês   |

### Especiais
| Título original                            | Título no Brasil | Título em Portugal | Data de lançamento      | Idioma |
| ------------------------------------------ | ---------------- | ------------------ | ----------------------- | ------ |
| Savage X Fenty Show                        |                  |                    | 20 de setembro de 2019  | Inglês |
| The Kacey Musgraves Christmas Show         |                  |                    | 29 de novembro de 2019  | Inglês |
| Savage X Fenty Show Vol. 2                 |                  |                    | 2 de outubro de 2020    | Inglês |
| What the Constitution Means to Me          |                  |                    | 16 de outubro de 2020   | Inglês |
| Yearly Departed 2020                       |                  |                    | 29 de dezembro de 2020  | Inglês |
| Savage X Fenty Show Vol. 3                 |                  |                    | 24 de setembro de 2021  | Inglês |
| Yearly Departed 2021                       |                  |                    | 23 de dezembro de 2021  | Inglês |
| The Weeknd X Dawn FM Experience            |                  |                    | 26 de fevereiro de 2022 | Inglês |
| Savage X Fenty Show Vol. 4                 |                  |                    | 9 de novembro de 2022   | Inglês |
| Kendrick Lamar Live: The Big Steppers Tour |                  |                    | 23 de novembro de 2022  | Inglês |

### Especiais de Comédia
| Título original                                       | Data de lançamento      | Idioma |
| ----------------------------------------------------- | ----------------------- | ------ |
| Kenny Sebastian: Don't Be That Guy                    | 1 de maio de 2017       | Inglês |
| Biswa Kalyan Rath: Biswa Mast Aadmi                   | 19 de maio de 2017      | Hindi  |
| Kanan Gill: Keep It Real                              | 26 de maio de 2017      | Inglês |
| Zakir Khan: Haq Se Single                             | 9 de julho de 2017      | Hindi  |
| Nishant Tanwar aka Joke Singh: Delhi Se Hoon B*@!&#%d | 6 de abril de 2018      | Hindi  |
| Vaibhav Sethia: Don't                                 | 25 de maio de 2018      | Inglês |
| Zakir Khan: Kaksha Gyarvi                             | 23 de novembro de 2018  | Hindi  |
| Kanan Gill & Kenny Sebastian: Sketchy Behaviour       | 14 de fevereiro de 2019 | Inglês |
| Jim Gaffigan: Quality Time                            | 16 de agosto de 2019    | Inglês |
| Flo & Joan: Alive on Stage                            | 19 de agosto de 2019    | Inglês |
| Ed Gamble: Blood Sugar                                | 19 de agosto de 2019    | Inglês |
| Paul Chowdhry: Live Init                              | 19 de agosto de 2019    | Inglês |
| Chris Ramsey: Approval Needed                         | 19 de agosto de 2019    | Inglês |
| Alice Wetterlund: My Mama Is A Human And So Am I      | 23 de agosto de 2019    | Inglês |
| Alonzo Bodden: Heavy Lightweight                      | 23 de agosto de 2019    | Inglês |
| #IMomSoHard Live                                      | 23 de agosto de 2019    | Inglês |
| Mike E. Winfield: StepMan                             | 23 de agosto de 2019    | Inglês |
| Biswa Kalyan Rath: Sushi                              | 25 de outubro de 2019   | Inglês |
| Ilana Glazer: The Planet Is Burning                   | 3 de janeiro de 2020    | Inglês |
| Jayde Adams: Serious Black Jumper                     | 3 de janeiro de 2020    | Inglês |
| Rob Delaney: Jackie                                   | 17 de janeiro de 2020   | Inglês |
| Russell Peters: Deported                              | 17 de janeiro de 2020   | Inglês |
| Celia Pacquola: All Talk                              | 10 de abril de 2020     | Inglês |
| Zoë Coombs Marr: Bossy Bottom                         | 10 de abril de 2020     | Inglês |
| Alice Fraser: Savage                                  | 17 de abril de 2020     | Inglês |
| Tommy Little: Self-Diagnosed Genius                   | 17 de abril de 2020     | Inglês |
| Dilruk Jayasinha: Live                                | 24 de abril de 2020     | Inglês |
| Judith Lucy: Judith Lucy vs Men                       | 24 de abril de 2020     | Inglês |
| Lano & Woodley: Fly                                   | 1 de maio de 2020       | Inglês |
| Tom Walker: Very Very                                 | 1 de maio de 2020       | Inglês |
| Tom Gleeson: Joy                                      | 8 de maio de 2020       | Inglês |
| Anne Edmonds: What's Wrong with You?                  | 8 de maio de 2020       | Inglês |
| Jimmy O. Yang: Good Deal                              | 8 de maio de 2020       | Inglês |
| Gina Brillon: The Floor Is Lava                       | 5 de junho de 2020      | Inglês |
| Jim Gaffigan: The Pale Tourist                        | 24 de julho de 2020     | Inglês |
| Iain Stirling: Failing Upwards                        | 27 de maio de 2022      | Inglês |
| Nate Bargatze: Hello World                            | 31 de janeiro de 2023   | Inglês |
| Kathleen Madigan: Hunting Bigfoot                     | 21 de fevereiro de 2023 | Inglês |
| Lizzy Hoo: Hoo Cares!?                                | 6 de abril de 2023      | Inglês |
| Alex Borstein: Corsets & Clown Suits                  | 6 de abril de 2023      | Inglês |
| Aguardando lançamento                                 |                         |        |
| Zarna Garg: One in a Billion                          | 16 de maio de 2023      | Inglês |

## Futuros filmes originais

### Filmes
| Título original                                    | Gênero                   | Data de lançamento | Idioma    |
| -------------------------------------------------- | ------------------------ | ------------------ | --------- |
| 'The Wiggles Hot Potato: The Story of The Wiggles' | Documentário             | 2023               | Inglês    |
| Red One                                            | comédia de ação de natal | Final de 2023      | Inglês    |
| Road House                                         | Ação                     | TBA                | Inglês    |
| Um Ano Inesquecível - Outono                       | Romance                  | TBA                | Português |
| Um Ano Inesquecível - Inverno                      | Romance                  | TBA                | Português |
| Um Ano Inesquecível - Primavera                    | Romance                  | TBA                | Português |
| Um Ano Inesquecível - Verão                        | Romance                  | TBA                | Português |

### Documentários
| Título original                                    | Título no Brasil | Título em Portugal | Gênero       | Data de lançamento | Idioma |
| -------------------------------------------------- | ---------------- | ------------------ | ------------ | ------------------ | ------ |
| 'The Wiggles Hot Potato: The Story of The Wiggles' |                  |                    | Documentário | 2023               | Inglês |